# Little Steeping
Little Steeping är en ort och civil parish i Storbritannien.   Den ligger i grevskapet Lincolnshire och riksdelen England, i den sydöstra delen av landet, 180 km norr om huvudstaden London. Little Steeping ligger 3 meter över havet och antalet invånare är 224.
Terrängen runt Little Steeping är platt. Runt Little Steeping är det ganska tätbefolkat, med 120 invånare per kvadratkilometer. Närmaste större samhälle är Skegness, 12,9 km öster om Little Steeping. Trakten runt Little Steeping består till största delen av jordbruksmark.